# Picoteiro-comum
Picoteiro-comum ou tagarela-europeia (Bombycilla garrulus) é uma espécie de ave da família dos bombicilídeos.

## Descrição

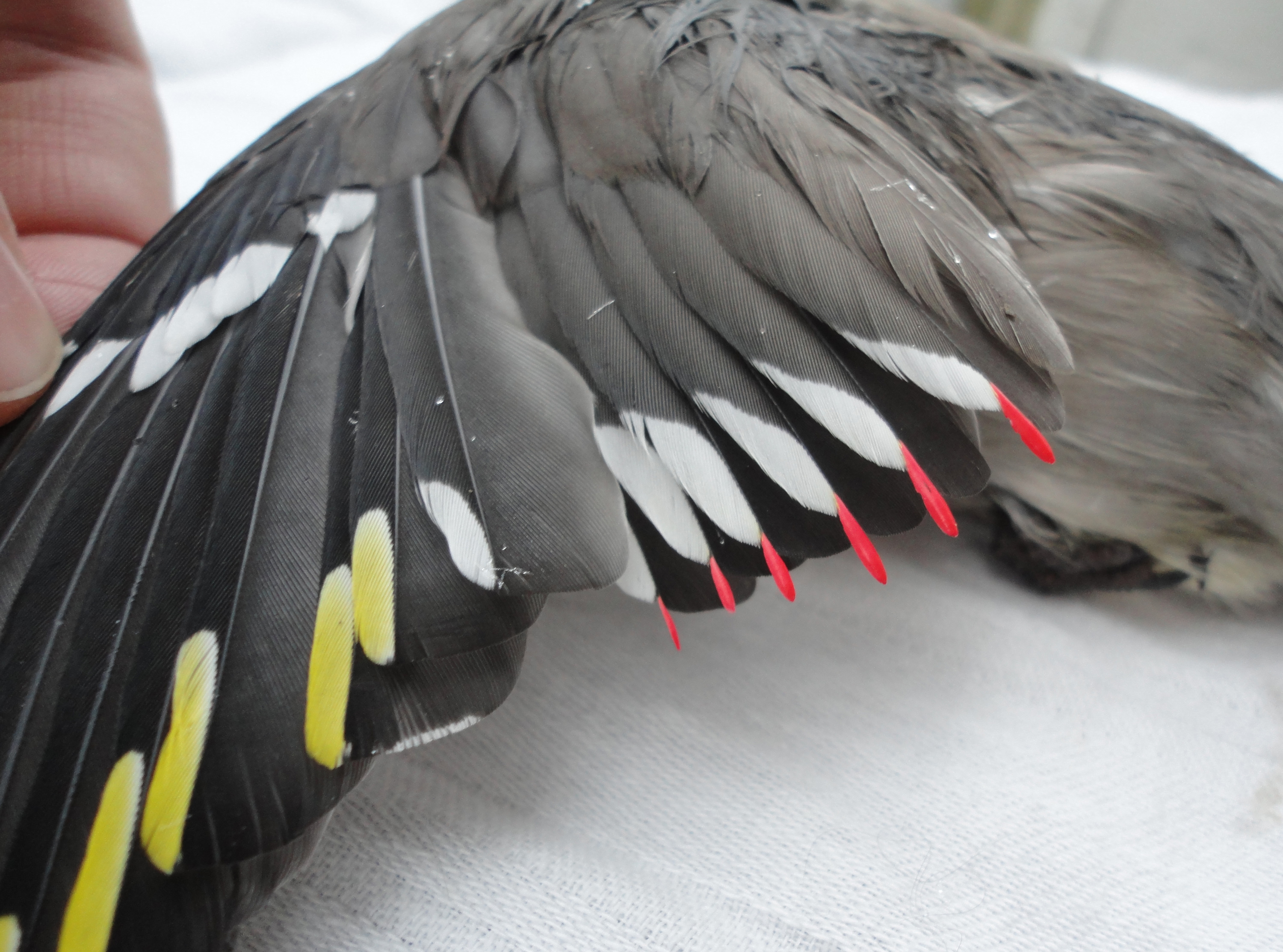
Asa de um picoteiro-comum

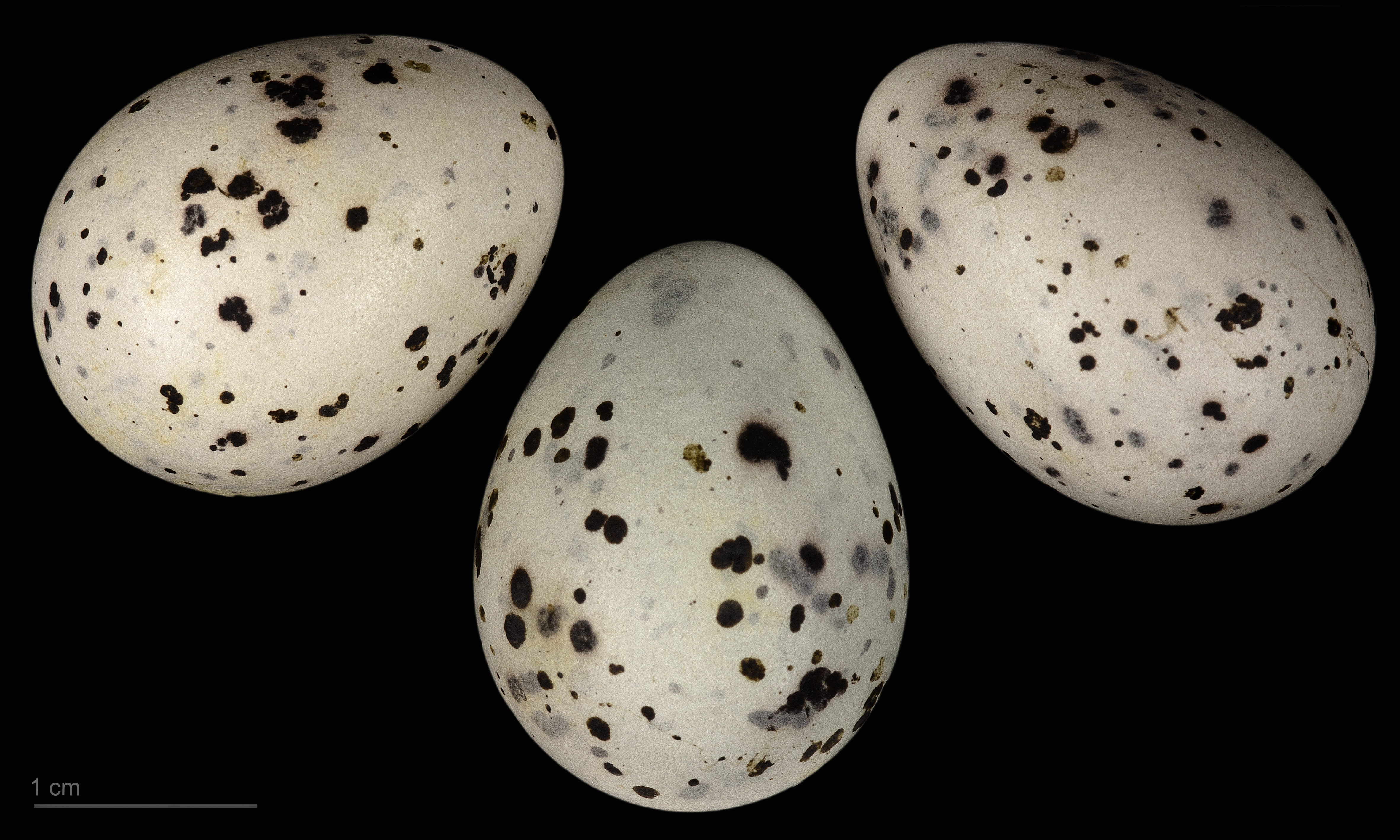
Bombycilla garrulus - (MHNT)

O picoteiro-comum tem 19-23 cm de comprimento, 32-35 cm de envergadura e um peso de 55 g. As penas de voo são negras e as rémiges primárias têm marcas brancas e amarelas, enquanto as secundárias têm marcas vermelhas.

## Subespécies
Existem duas subespécies de picoteiro-comum:
- B.g. garrulus  (Europa e Ásia)
- B.g. pallidiceps (América do Norte)